# Torre Caleta

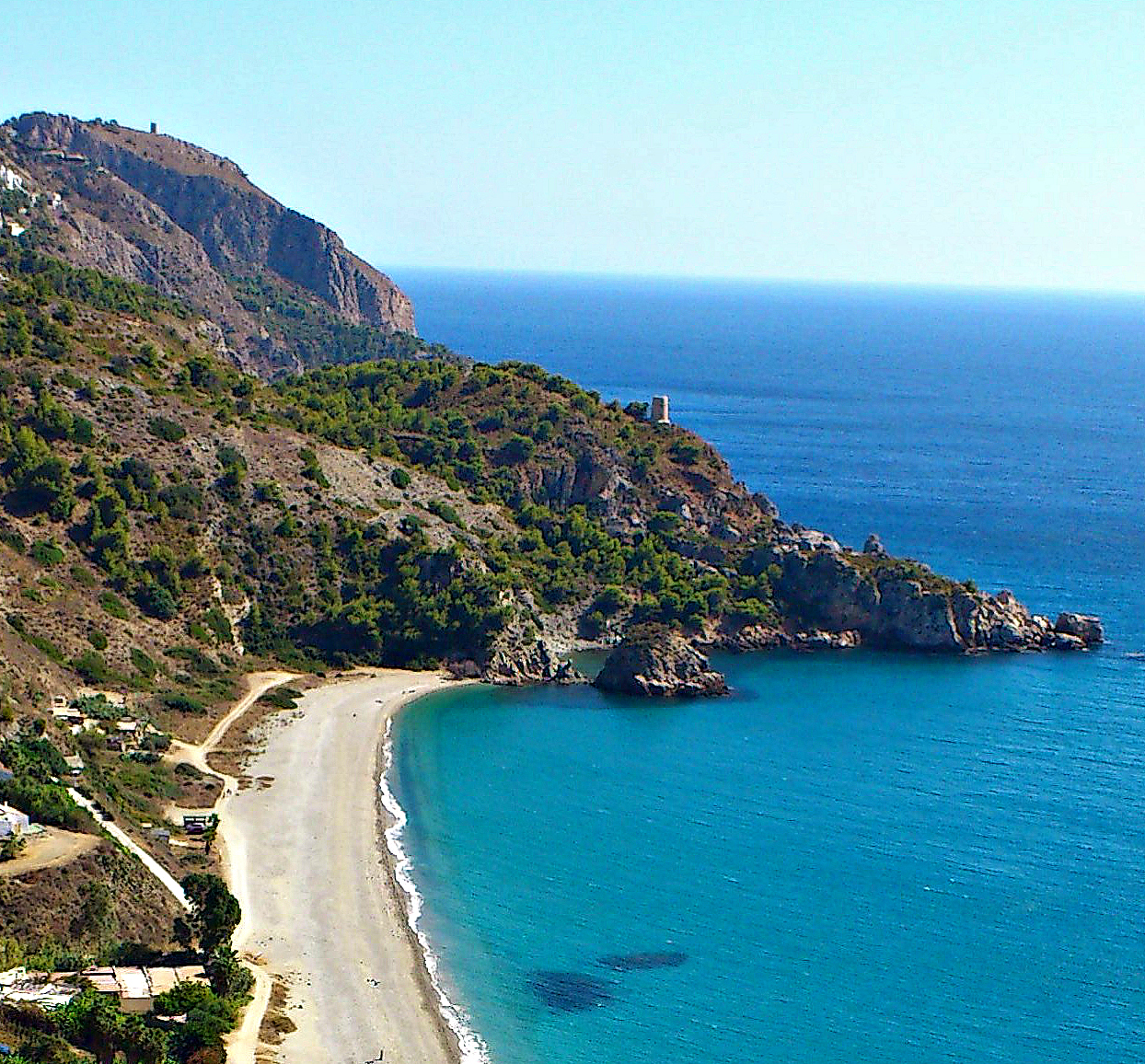
Vista de la playa de los Cañuelos y de Torre Caleta en primer término, y de la Torre de Cerro Gordo al fondo.

La torre Caleta, también conocida como torre de la Caleta, de Cantarriján o del Cañuelo, es una atalaya costera troncocónica construida a partir del siglo XVI, situada en el término municipal de Nerja, provincia de Málaga (Andalucía, España). Se ubica en el extremo suroeste del cerro Caleta, junto a la línea de costa, entre la cala del Cañuelo y el peñón del Fraile y la playa de Cantarriján, dentro del Parque natural de los Acantilados de Maro-Cerro Gordo.

## Descripción
Se localiza en una zona de monte muy accidentada, y de una gran belleza natural, a pocos metros de una zona acantilada, en pleno parque natural de los Acantilados de Maro-Cerro Gordo.
Se trata de una torre de forma troncocónica, apoyada sobre un cuerpo inferior saliente de forma circular (zarpa). Su altura supera los 9 metros. Sobre un cuerpo inferior macizo se construye la cámara, bastante deteriorada y con el acceso en el lado norte, a unos 7 metros de altura. Presenta otras aberturas en el sur y suroeste. La construcción culmina con un terrado muy arruinado que conserva parte del pretil.
Su fábrica es de mampostería, posteriormente revocada. Se utiliza el ladrillo en la cámara interior y en el acceso.

## Historia
Es una torre construida a partir del XVI. Formaba parte de un complejo sistema de control y comunicaciones de los siglos XV-XVI que se extiende a lo largo de toda la costa andaluza, tanto mediterránea como atlántica. En las cercanías se encuentran la Torre Río de la Miel, la Torre de Maro, la Torre del Pino y la Torre de Cerro Gordo, que también formaban parte de esta red de vigilancia costera.